# Jéssica Bouzas Maneiro
Jéssica Bouzas Maneiro (Villagarcía de Arosa, Pontevedra, 24 de septiembre de 2002) es una tenista española que tiene como mejor ranking WTA el número 44, logrado en Montreal en la primera semana de agosto de 2025.

## Trayectoria
Comenzó a jugar al tenis con cinco años en el Club de Tenis y Pádel El Rial de Villagarcía de Arosa, antes de trasladarse, con trece años, a la Academia de Tenis Ferrer en La Nucía.
En diciembre de 2020 Bouzas Maneiro disputó su primera final de individuales en Cambados (España), en la que fue derrotada por la suiza Conny Perrin. Un mes después de terminar segunda en su primera final profesional, en enero de 2021, Bouzas Maneiro ganó su primer título individual en un evento de 15 000 dólares en El Cairo (Egipto). Derrotó a la jugadora eslovaca Chantal Škamlová en la final. Una semana después, ganó otro título individual en El Cairo. En marzo de 2021 ingresó a la final en Gonesse (Francia). Una semana después, en El Havre (Francia), perdió ante la francesa Léolia Jeanjean en cuartos de final. Fue campeona en la ciudad de Heraclión (Grecia) en 2021, y disputó la final en Madrid.

### 2022
En febrero de 2022 se proclamó campeona en Villena (España), al derrotar en la final a la estadounidense Ashley Lahey. Un mes después, ganó su segundo campeonato del año en Palmanova (España). Después de ingresar a la final de $25k en Playa de Aro en mayo de 2022, perdió ante su compatriota Guiomar Maristany.
A finales de junio de 2022 ganó una medalla de bronce en individuales y la medalla de oro en dobles en los Juegos Mediterráneos en Orán (Argelia). En dobles, ganó con su compatriota Guiomar Maristany, derrotando a la pareja maltesa de Francesca Curmi y Elaine Genovese.

### 2023
Empieza la temporada jugando la United Cup en Sidney donde forma parte del equipo de España compuesto también por Rafa Nadal, Paula Badosa, Nuria Párrizas, Pablo Carreño y David Vega Hernández. No pasan de la fase de grupos. 
No consigue clasificarse para el Abierto de Australia al perder el tercer partido clasificatorio.
Llega a cuartos de final del ITF Gran Bretaña 02A, donde pierde contra la belga Magali Kempen. Pierde el primer partido del ITF Francia 02A contra la francesa Jessika Ponchet. Pierde también el primer partido del ITF Eslovaquia 01A contra la checa Lucie Havlíčková. En el ITF Eslovaquia 02A llega a octavos de final perdiendo contra la checa Palicova. 
En el ITF España 09A pierde el primer partido frente la montenegrina Danka Kovinić. En el ITF Eslovenia 01A llega a cuartos de final perdiendo contra la rumana Mitu.
En el Abierto de Madrid pierde el primer partido clasificatorio. En el W75 Olomouc 004 pierde la final frente a Darja Semenistaja. 
En el ITF España 06A pierde en cuartos de final contra la española Carlota Martínez Cirez y en el ITF España 17A pierde el primer partido contra la holandesa Arantxa Rus. 
No logra clasificarse para Roland Garros. Pierde el primer partido del WTA 125 La Bisbal D`Empordà y llega a cuartos de final del WTA 125K Valencia. 
En 2023 consiguió acceder al cuadro final de un grand slam por primera vez en su carrera tras superar la previa. Fue en Campeonato de Wimbledon 2023 donde disputó la primera ronda ante la ucraniana Anhelina Kalinina.

### 2024
Jessica empieza la temporada en el Torneo Internacional de Camberra donde no logra clasificarse al perder su segundo partido clasificatorio. Tampoco logra clasificarse para el Abierto de Australia al perder el primer partido clasificatorio.
Gana ITF Portugal 01A venciendo en la final a la polaca Maja Chwalińska. Pierde la final en tres sets del ITF Portugal 02A. Jessica gana el la final a la estadounidense Hailey Baptiste en el ITF México 02A.
Pierde en cuartos de final del Challenger de Puerto Vallarta frente a la argentina María Lourdes Carlé. No logra clasificarse para el Master de Miami. 
Llega hasta octavos de final del WTA 125 La Bisbal D´Empordà y pierde la final del ITF España 06A frente a la japonesa Uchijima.
En el Abierto de Madrid gana los dos partidos clasificatorios. Ya en el cuadro final gana el primer partido frente a la española Paula Badosa y pierde el segundo partido frente a la letona Jeļena Ostapenko. También juega dobles junto a la andorrana Victoria Jiménez, perdiendo la primera ronda frente a la pareja formada por la checa Krejcikova y la alemana Siegemund. 
No logra clasificarse para el Masters de Roma. Llega hasta cuartos de final del ITF España 21A perdiendo contra la española Leyre Romero Gormaz.
Pierde en primera ronda del Roland Garros frente a la croata Jana Fett. Llega a la semifinal del WTA 125K Valencia, perdiendo contra la estadounidense Ann Li. En el Abierto de Veneto pierdo su primer partido contra la rumana Anca Todoni. 
En Wimbledon supera en primera ronda a la checa Vondrousova, vigente campeona y número 6 del mundo siendo su mayor victoria hasta entonces y la primera en un Grand Slam, y en segunda ronda a la española Cristina Bucsa. Se retira por lesión en tercera ronda en su partido frente a la checa Krejcikova.
Pierde el primer partido del Torneo de Praga y llega a la semifinal del ITF España 22A perdiendo contra la española Andrea Lázaro García.  
Se clasifica para el Masters de Cincinnati, gana la primera ronda a la italiana Bronzetti y pierde la segunda frente a la ucraniana Svitolina.  En el Torneo de Cleveland pierde en octavos de final contra la checa Siniakova. 
En el Abierto de Estados Unidos gana la primera ronda a la croata Petra Martić y la segunda a la británica Katie Boulter. Pierde en tercera ronda frente a la estadounidense Jessica Pegula.
Pierde su primer partido del Abierto de China frente a la estadounidense Peyton Stearns. Obtiene el mismo resultado en el Torneo de Japón frente a la local Sara Saito.  
Alcanza los cuartos de final en el Torneo de Cantón perdiendo el partido contra Caroline Dolehide (4-6, 6-4, 0-6). En el Torneo de Nanchang se retira en octavos de final contra la suiza Viktorija Golubic.  
Jessica finaliza aquí su temporada oficial quedando como número 55 del ranking WTA y siendo así la segunda tenista española mejor clasificada tras Paula Badosa.  
Es convocada por primera vez por Anabel Medina para disputar en Málaga las finales de la Copa Billie Jean King junto a Paula Badosa, Nuria Párrizas, Sara Sorribes y Marina Bassols.

### 2025
Empieza la nueva temporada disputando la United Cup en Perth como componente del equipo español junto a Pablo Carreño, Marina Bassols, Carlos Taberner, Yvonne Cavalle Reimers y Sergio Martos Gornés. España forma parte del Grupo C junto a Kazajistán y Grecia. Jessica pierde 6-2, 6-3 contra Elena Rybakina y gana 2-6, 1-6 a María Sakkari. El equipo español queda último de grupo. 
En el Abierto de Australia vence en primera ronda 1-6, 6(5)-7(7)  a Sonay Kartal y pierde en segunda ronda 6-3, 7-5 frente a Aryna Sabalenka, vigente campeona y número 1 del mundo. De esta manera Bouzas logra su mejor resultado en este Grand Slam. 

## Torneos individuales por años

#### 2025
| N.º | Fecha               | Torneo               | Categoría  | Superficie | Ronda | Oponente            |
| --- | ------------------- | -------------------- | ---------- | ---------- | ----- | ------------------- |
| 1   | 6 de enero de 2025  | Hobart               | WTA 250    | Dura       | R32   | María Lourdes Carlé |
| 2   | 15 de enero de 2025 | Abierto de Australia | Grand Slam | Dura       | 2R    | Aryna Sabalenka     |

## Títulos WTA 125s

### Individual (1)
| N.º | Fecha               | Torneo  | Superficie | Oponente           | Puntaje       |
| --- | ------------------- | ------- | ---------- | ------------------ | ------------- |
| 1   | 31 de marzo de 2024 | Antalya | Arcilla    | Irina-Camelia Begu | 6-2, 4-6, 6-2 |

## Títulos de la ITF

### Individuales: 11
| Premios                |
| ---------------------- |
| torneos de USD 100,000 |
| torneos de USD 80,000  |
| torneos de USD 60,000  |
| torneos de USD 25,000  |
| torneos de USD 15,000  |
| torneos de USD 10,000  |

| Superficie  |
| ----------- |
| Dura (5)    |
| Arcilla (6) |
| Hierba (0)  |
| Carpeta (0) |

| N.º | Fecha        | Torneo                       | Nivel  | Superficie | Adversario                  | Puntaje                |
| --- | ------------ | ---------------------------- | ------ | ---------- | --------------------------- | ---------------------- |
| 1.  | Enero 2021   | ITF El Cairo, Egipto         | 15,000 | Arcilla    | Chantal Škamlová            | 7–5, 4–6, 6–4          |
| 2.  | Enero 2021   | ITF El Cairo, Egipto         | 15,000 | Arcilla    | Anastasia Nefedova          | 6–0, 6–0               |
| 3.  | Junio 2021   | ITF Heraklion, Grecia        | 15,000 | Arcilla    | María José Portillo Ramírez | 6–3, 6–0               |
| 4.  | Febrero 2022 | ITF Villena, España          | 15,000 | Dura       | Ashley Lahey                | 6–2, 6–1               |
| 5.  | Marzo 2022   | ITF Palmanova, España        | 15,000 | Dura       | Yvonne Cavalle Reimers      | 6–4, 6–1               |
| 6.  | Julio 2022   | ITF Aschaffenburg, Alemania  | 25,000 | Arcilla    | Katharina Hobgarski         | 6–1, 6–2               |
| 7.  | Octubre 2022 | ITF Sibenik, Croacia         | 25,000 | Arcilla    | Leyre Romero                | 6–3, 6–3               |
| 8.  | Octubre 2022 | ITF Quinta do Lago, Portugal | 25,000 | Dura       | Tara Würth                  | 7–5, 5–4, ret.         |
| 9.  | Julio 2023   | ITF Roma, Italia             | 60,000 | Arcilla    | Raluca Șerban               | 6–2, 6–4               |
| 10. | Enero 2024   | ITF Porto, Portugal          | 75,000 | Dura       | Maja Chwalinska             | 3–6, 6–0, 6–4.         |
| 11. | Febrero 2024 | ITF Morelia, México          | 50,000 | Dura       | Hailey Baptiste             | 6–7 (11), 1–6, 7–6 (1) |

### Dobles: 4
| Premios                |
| ---------------------- |
| torneos de USD 100,000 |
| torneos de USD 80,000  |
| torneos de USD 60,000  |
| torneos de USD 25,000  |
| torneos de USD 15,000  |
| torneos de USD 10,000  |

| Superficie  |
| ----------- |
| Dura (0)    |
| Arcilla (4) |
| Hierba (0)  |
| Carpeta (0) |

| Fecha           | Torneo                                | Nivel  | Superficie | Compañera           | Adversarios                         | Puntaje          |
| --------------- | ------------------------------------- | ------ | ---------- | ------------------- | ----------------------------------- | ---------------- |
| Abril 2022      | ITF Oeiras, Portugal                  | 25,000 | Arcilla    | Guiomar Maristany   | Francisca Jorge Matilde Jorge       | 3–6, 6–4, [10–8] |
| Julio 2022      | ITF Getxo, España                     | 25,000 | Arcilla    | Leyre Romero Gormaz | Park So-hyun Sapfo Sakellaridi      | 7–5, 6–0         |
| Agosto 2022     | ITF San Bartolomé de Tirajana, España | 60.000 | Arcilla    | Leyre Romero Gormaz | Lucía Cortez Llorca Rosa Vicens Mas | 1–6, 7–5, [10–6] |
| Septiembre 2022 | ITF Marbella, España                  | 25,000 | Arcilla    | Leyre Romero Gormaz | Julia Riera Daniela Seguel          | 6–4, 6–2         |

## Representación nacional
Bouzas hizo su debut representando a España en un evento polideportivo en los Juegos Mediterráneos de 2022, donde ganó la medalla de bronce en individual femenino y la medalla de oro en dobles, junto a Guiomar Maristany.

#### Individuales: 1 (medalla de bronce)
| Resultado | Fecha      | Torneo                              | Superficie | Adversario    | Puntaje   |
| --------- | ---------- | ----------------------------------- | ---------- | ------------- | --------- |
| Bronce    | Junio 2022 | Juegos Mediterráneos, Orán, Argelia | Arcilla    | Chiraz Bechri | Sin datos |

#### Dobles: 1 (medalla de oro)
| Resultado | Fecha      | Torneo                              | Superficie | Pareja            | Oponentes                       | Puntaje  |
| --------- | ---------- | ----------------------------------- | ---------- | ----------------- | ------------------------------- | -------- |
| Oro       | Junio 2022 | Juegos Mediterráneos, Orán, Argelia | Arcilla    | Guiomar Maristany | Francesca Curmi Elaine Genovese | 6–3, 6–2 |